# Wat (plat)
Pour les articles homonymes, voir Wat.
Le wat ou wet, aussi connu sous le nom de tsebhi en tigrigna, est un type de ragoût commun en Éthiopie et en Érythrée. Il est habituellement à base de légumineuses, de divers légumes ou de viandes telles que le poulet, le bœuf ou l'agneau et assaisonné d'un mélange d'épices et de beurre, ou de bérbéré. 
Le wat est servi sur l'injera, une crêpe faite à base de teff.